# Автотомія
Автотомі́я (від грец. αυτος — сам і грец. τομή — різання), самокалічення — захисна реакція, в основі якої лежить рефлекторний процес. Здатність деяких тварин у разі різкого подразнення мимовільно відкидати частину свого тіла (переважно втрачені частини тіла з часом відновлюються). Автотомія властива багатьом безхребетним (наприклад, деякі гідроїдні поліпи і актинії відкидають щупальця, морські зірки, офіури, морські лілії — промені, голотурії — нутрощі, немертини і кільчасті черви — кінець тіла, молюски — сифони або щупальця, деякі ракоподібні — клішні і цілі кінцівки), а з хребетних лише деяким ящіркам (відкидають хвіст) та зміям. У ящірок автотомія керується нервовим центром, розташованим у спинному мозку, а відділення хвоста відбувається при різкому скороченні м'язів у тім місці хребта, де знаходиться поперечна хрящова пластинка. Автотомія відома і як пристосування до розмноження (наприклад, у деяких кільчастих і малощетинкових червів). Автотомія супроводжується регенерацією, яка найлегше відбувається в місці автотомії.

## Галерея

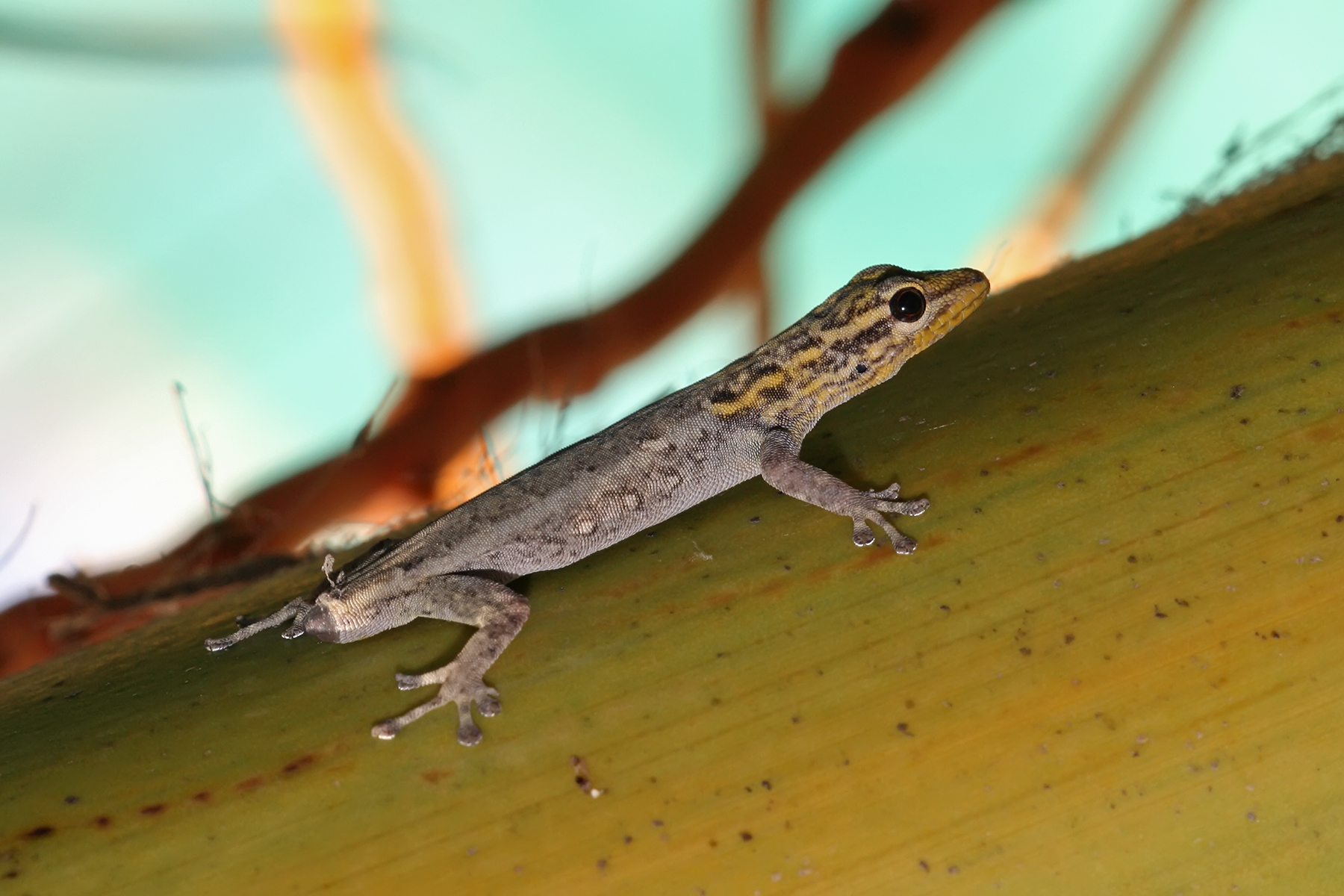
Гекон, що втратив хвіст в результаті автотомії
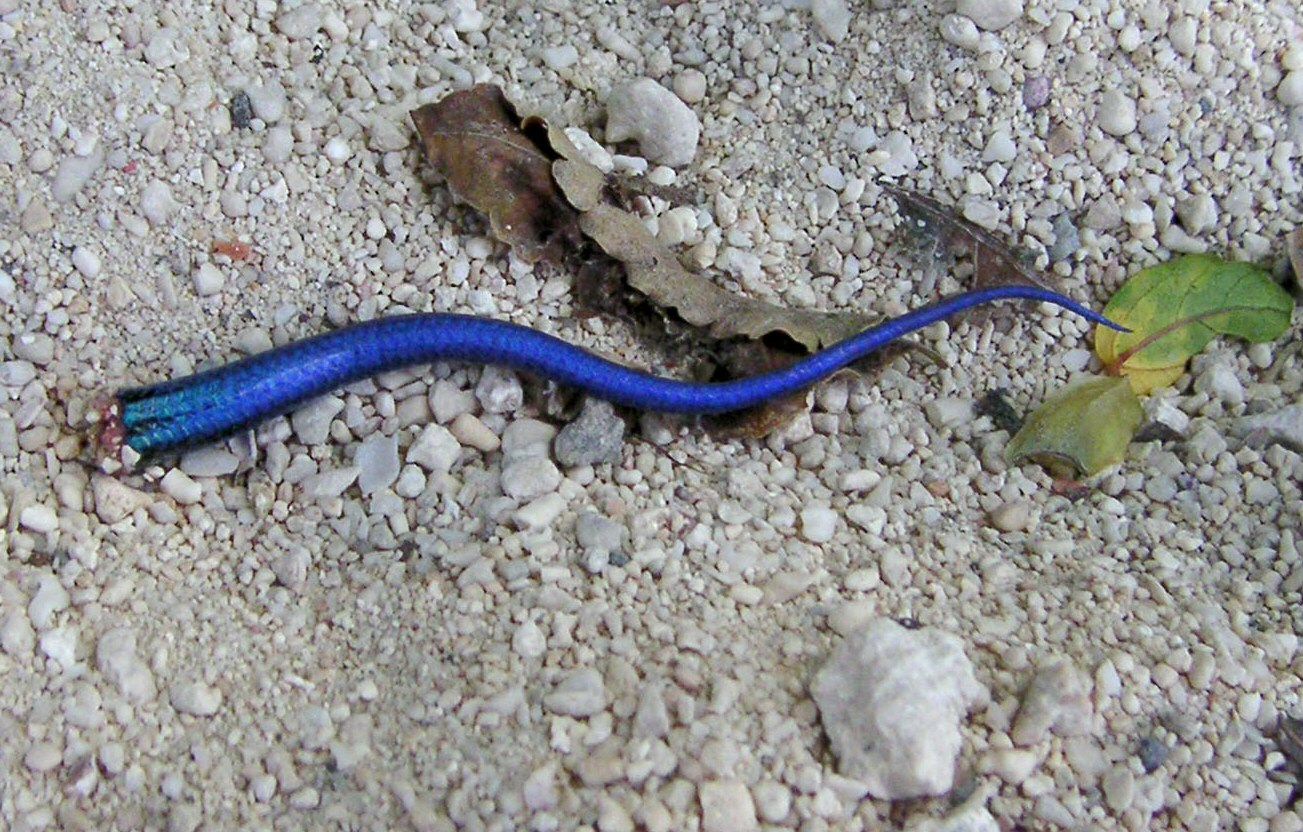
Хвіст ящірки, відкинутий в результаті автотомії